# ساوت‌وست رنچز (فلوریدا)
ساوت‌وست رنچز (به انگلیسی: Southwest Ranches) شهرکی در شهرستان برووارد ایالت فلوریدا است که در سال ۲۰۰۰ بنیان‌گذاری شده‌است. این شهرک طبق سرشماری سال ۲۰۱۰ میلادی، ۷٬۳۴۵ نفر جمعیت داشته و مساحت آن نیز ۳۳٫۷ کیلومتر مربع است.